# La Sanluistango
La Sanluistango es una orquesta de tango originaria de Justo Daract, Provincia de San Luis, Argentina, fundada en 2008 por integrantes de la familia Torres Duval. Con una propuesta musical basada en el tango clásico y una estética puntana, la agrupación ha realizado giras internacionales por América y Europa, y ha ofrecido presentaciones en más de 30 países, según informó la Agencia de Noticias San Luis y Edición abierta.

## Historia
La Sanluistango fue fundada en 2008 en la ciudad de Justo Daract, San Luis, como un proyecto familiar impulsado por Javier Torres Duval, junto a sus hijos José y Luciano. Surgió de un desprendimiento de la Orquesta Provincial de Tango de San Luis dirigida por el maestro Américo Moroso. Su ciudad a pesar de ser pequeña, fue declarada por Ley como Capital Provincial de Tango por el gobierno de San Luis.En sus inicios, la agrupación ensayaba en el fondo de una casa y compartían instrumentos prestados. Ese mismo año emprendieron su primera gira internacional por tierra, cruzando Chile, Bolivia y Perú en un colectivo reacondicionado, con paradas artísticas autogestionadas en plazas, teatros y festivales locales. Más tarde continuarían hacia Ecuador, Colombia, Panamá, hasta llegar a  México, desplazándose incluso en buses de línea y embarcaciones menores, marcando un inicio itinerante y autogestionado que caracterizó su identidad artística.
Durante su primer gira por Colombia en 2008, La Sanluistango ofreció una presentación especial en la cárcel de Manizales, como parte de una propuesta cultural e inclusiva. El concierto fue recibido con entusiasmo por los internos y registrado por la prensa argentina como un gesto simbólico del compromiso del grupo con llevar el tango a espacios no convencionales. 
En el marco de su gira centroamericana de 2009, La Sanluistango se presentó en Panamá, Costa Rica, Nicaragua, El Salvador, y al llegar a Honduras, en medio del golpe de Estado contra el presidente Manuel Zelaya, el grupo fue recibido por la Embajada Argentina, donde ofrecieron un recital especial. La actuación se desarrolló en un contexto de encierro y tensión política, ya que el personal diplomático llevaba más de un mes refugiado en la sede. La jornada se convirtió en un gesto simbólico de acompañamiento cultural en tiempos difíciles.
Tras su paso por Guatemala, La Sanluistango continuó su gira en México, donde realizó presentaciones en diversas ciudades del país. La experiencia incluyó actuaciones en espacios culturales, instituciones educativas y encuentros con la comunidad argentina residente. Estas actividades consolidaron el perfil internacional del grupo y su vínculo con el circuito cultural latinoamericano.
Entre 2010 y 2018, algunos integrantes se trasladaron a Buenos Aires para continuar su formación profesional, desarrollando nuevas etapas del proyecto desde la capital..
En 2011, La Sanluistango participó en el certamen Pre Baradero provincia de Buenos Aires y obtuvo tres distinciones destacadas: primer premio en la categoría Conjunto Instrumental, primer premio en la categoría Solista Vocal Masculino Tango, y finalmente fue reconocida como Revelación del Festival Nacional de Baradero. Estos reconocimientos consolidaron su proyección nacional en el circuito de música popular argentina.
En enero de 2012, La Sanluistango obtuvo el primer premio en la categoría Grupo Instrumental del reconocido certamen Pre Cosquín, uno de los festivales más importantes del folclore argentino. El concurso, considerado la antesala del Festival Nacional de Cosquín, destacó a la agrupación por su propuesta interpretativa dentro del tango tradicional, consolidando así su proyección a nivel nacional.
En noviembre de 2014, la orquesta fue invitada a presentarse en el Museo Casa Carlos Gardel, uno de los espacios más emblemáticos del tango en Buenos Aires. El evento formó parte de la programación cultural del Ministerio de Cultura de la Ciudad, y consolidó su presencia en el circuito porteño del género.
Durante su estadía en Buenos Aires, la agrupación formó parte de la programación cultural del ciclo “Bares Notables”, impulsado por el Ministerio de Cultura de la Ciudad. En ese contexto, realizaron presentaciones en cafés históricos y espacios patrimoniales, integrando la escena tanguera porteña desde una propuesta con identidad del interior del país. A partir de entonces, la orquesta combinó actuaciones en milongas tradicionales con presentaciones en teatros de distintas provincias, y mantuvo una actividad regular en festivales de tango de todo el país.
En agosto de 2016, La Sanluistango fue galardonada con el premio internacional Fox Music USA en la categoría “Mejor Inspiración o Fusión Folclórica”, gracias a la canción “Nuestra Costumbre”. El reconocimiento fue otorgado en Houston Estados Unidos y destacó el trabajo autoral y la identidad argentina del grupo. La canción obtuvo una alta votación entre las propuestas participantes, consolidando el alcance internacional de su repertorio.
Durante una de sus giras por América del Sur, en octubre de 2019, los integrantes de La Sanluistango quedaron varados en Ecuador como consecuencia de intensas protestas sociales que paralizaron el país. La situación fue reportada por medios argentinos y puso de relieve las dificultades logísticas y personales que afrontan los artistas independientes en sus recorridos internacionales. 
En el año 2020, la agrupación se encontraba de gira por Europa cuando la pandemia de COVID-19 sorprendió al mundo. Debido al cierre de fronteras y las restricciones sanitarias, los integrantes permanecieron en el exterior durante dos años y medio. La situación fue cubierta por el Diario La Prensa en portada, bajo el título “Gime un ‘fueye’ tanguero en Polonia”, donde se narraba su permanencia forzada, sus presentaciones virtuales y los esfuerzos por sostenerse en ese país.
Durante ese tiempo continuaron su actividad en países como Alemania y Polonia, adaptándose a nuevos formatos de concierto y desarrollando una etapa creativa marcada por la resiliencia.
En mayo de 2025 se presentó oficialmente en Justo Daract el libro La Sanluistango, crónica de un sueño sin frontera, escrito por el periodista y escritor Gabriel Rodríguez. La obra, editada con apoyo institucional, relata en profundidad la historia del grupo, su origen familiar, los viajes, los desafíos vividos en el exterior y su consolidación como orquesta con identidad propia.

## Trayectoria internacional
Desde su fundación, la orquesta ha realizado giras por América y Europa.
En enero de 2008, La Sanluistango participó en el primer “Festival Cultural Manizales es Tango”, realizado en el marco de la Feria de Manizales Colombia. La presentación se enmarcó dentro de un ciclo de actividades que buscaba promover el tango en la región de Caldas, con presencia de artistas internacionales y difusión del género en espacios culturales locales.
En agosto de 2009, La Sanluistango participó en un evento benéfico organizado por el Movimiento por la Restauración del Patrimonio Histórico de Chiriquí, en Panamá. La agrupación argentina ofreció un espectáculo en el Auditorio de la Universidad ISAE en David, como parte de la celebración del primer aniversario del movimiento. El objetivo del evento fue recaudar fondos para la preservación de áreas históricas de la ciudad, como el Casco Antiguo y el Museo de Obaldía, que requerían una inversión significativa para su restauración. La participación de La Sanluistango en esta iniciativa reflejó su compromiso con la difusión y apoyo a la cultura y el patrimonio histórico más allá de las fronteras de Argentina. 
En agosto de 2009, La Sanluistango ofreció una velada de tango en el Jazz Café de San Pedro, Costa Rica, durante una gira que incluyó Colombia y México. La compañía presentó piezas de Carlos Gardel y Astor Piazzolla, combinando clásicos de la vieja guardia con propuestas modernizantes, en un espectáculo cultural que incluyó música en vivo, canto y danza, con una formación de nueve integrantes argentinos.
El 15 de noviembre de 2009, La Sanluistango se presentó en Antigua Guatemala en la actividad “A ritmo de bandoneón”, realizada en el espacio **El Sitio** en la 5ª calle Poniente. El repertorio incluyó tangos tradicionales desde Gardel hasta Piazzolla, mostrando la versatilidad y el arraigo cultural del grupo argentino.
En mayo de 2011, La Sanluistango participó del Festival Argentino en Guayaquil, Ecuador, realizado en el hotel Hilton Colón dentro del ciclo “Guayaquil vive la cultura argentina”. El concierto incluyó actuaciones de tango, folclore y degustaciones gastronómicas, y contó con la presencia de los bailarines argentinos Cecilia González y Gustavo Díaz.
En octubre de 2011 y octubre de 2012, La Sanluistango participó en el Festival Internacional del Tango de Montevideo Uruguay, una de las citas más destacadas del género en Sudamérica. Las actuaciones se realizaron en la sede de Joventango como parte de la programación oficial del evento, que contó con apoyo institucional y fue declarado de Interés Nacional. La presencia del grupo argentino reforzó el intercambio cultural entre ambos países.
En noviembre de 2013, La Sanluistango fue invitada a realizar una presentación en vivo en el programa “Latino” de Radio Vaticana, transmitido desde el interior del Estado de la Ciudad del Vaticano. La orquesta interpretó tangos como parte de una emisión especial dirigida por Patricia Ynestroza, en una actuación que marcó un hito por su relevancia institucional y alcance internacional.
El 20 de febrero de 2015, La Sanluistango participó en el espectáculo “De tal bolero, tal tango” en Quito Ecuador, compartiendo escenario con artistas internacionales como Trio Los Panchos de  México y Patricia González de Ecuador. El evento propuso un homenaje a dos de los géneros más emblemáticos del siglo XX en Latinoamérica, destacando la herencia afrolatina en el tango y el bolero. La presentación se realizó como parte de un ciclo cultural en la capital ecuatoriana que celebró la fusión y la historia de estos ritmos populares.
En marzo de 2016, La Sanluistango formó parte del Festival Internacional de Tango de Granada España, uno de los más antiguos de Europa, que ese año trasladó parte de su programación al monumental conjunto de la Alhambra. La orquesta participó en actividades programadas en espacios históricos como las Paradas de Metro y Plaza de las Pasiegas, así como ofreció un concierto en los jardines de la Alhambra bajo el lema “El amor tiene historia”.
En febrero de 2017, La Sanluistango participó en el festival Valparatango de Valparaíso, Chile, actuando en el cierre del jueves en el Teatro Municipal ante un auditorio colmado. Con un repertorio de diez piezas —algunas de autoría propia—, la orquesta fue ovacionada por el público local bajo el auspicio del Programa Cultura de la Provincia de San Luis.
En 2017, La Sanluistango ofreció un concierto en el Colegio Mayor Argentino “Nuestra Señora de Luján” de Madrid, España, en el marco de su ciclo de actividades culturales. El evento formó parte de la agenda oficial del centro, que depende del Ministerio de Educación de la Nación Argentina y funciona como plataforma de difusión artística en Europa.
En octubre de 2017, La Sanluistango se presentó en La Paz, Bolivia, como parte del 7º Festival Internacional “Tango con Altura”. La orquesta fue una de las representantes argentinas en este evento internacional, que reúne agrupaciones de diversos países con propuestas vinculadas al tango y la cultura rioplatense.
Ese  mismo año la orquesta también se presentó en la ciudad de Zúrich, Suiza, como parte de su gira por Europa. El concierto formó parte de una serie de actividades culturales realizadas en distintas ciudades del continente.
En 2018, la agrupación también realizó presentaciones en Moscu Rusia, como parte de su gira por Europa del Este. Su paso por ese país fue destacado por la prensa regional como un logro cultural que llevó el tango argentino a nuevos públicos internacionales.
Se ha presentado en ciudades como Roma, en la Casa Argentina, sede cultural de la Embajada Argentina en Italia, durante los años 2018 y 2019. Estos conciertos formaron parte de los ciclos de difusión del tango argentino organizados por la representación diplomática.
En abril de 2019, La Sanluistango realizó una serie de tres presentaciones en la ciudad de Viena, Austria, como parte de la gira de presentación del disco Atrevido. Los conciertos fueron destacados por su enfoque en el tango tradicional con arreglos originales, y formaron parte de una etapa de expansión artística en el circuito europeo.
En marzo de 2021, La Sanluistango se presentó en el Galicia Jewish Museum de Cracovia, Polonia, como parte del evento “Happy Birthday, Piazzolla”, conmemorando el centenario del compositor argentino. El concierto contó con la participación de la cantante y violinista polaca Magdalena Lechowska y ofreció un repertorio centrado en la obra de Astor Piazzolla, en una propuesta de intercambio cultural argentino-polaco.
En abril de 2022 La Sanluistango incluyó una presentación en la sala Haus der Sinne, en Berlín, Alemania, un espacio cultural reconocido por su programación de tango y música del mundo. La actuación formó parte del ciclo Live-Milonga y recibió una destacada recepción por parte del público local.
En mayo de 2023, La Sanluistango participó en el I Encuentro Internacional de Tango en Tacna Perú, organizado por la Municipalidad Provincial y el Gobierno Regional de Tacna. El evento reunió delegaciones de Argentina, Chile y distintas regiones del Perú, y contó con una audiencia de más de 300 personas. La orquesta argentina presentó un repertorio de más de 15 obras destacadas del género, en una jornada de intercambio cultural y celebración del tango rioplatense.
En junio de 2023, La Sanluistango fue invitada al “Festival de Tango 2023” en el Teatro Jorge Isaacs de Cali, Colombia, dentro del ciclo “Una Noche de Tango”. La orquesta, junto a la cantante Malen Panichelli y la compañía de baile Tango Vivo, representó el tango argentino en un evento organizado por la agencia Vivo Entretenimiento, ante un auditorio lleno y una audiencia entusiasta.
En 2024, la orquesta se presentó en la Embajada Argentina en París, como parte de las actividades culturales vinculadas a los Juegos Olímpicos organizados en esa ciudad.
En julio de 2024, La Sanluistango participó en el ciclo “Potańcówki na Grochowskiej” en el Pawilon Koncertowy de Sinfonia Varsovia, interpretando música argentina en uno de los eventos culturales más emblemáticos de la capital polaca.
En 2025, La Sanluistango participó en el espectáculo “La historia del tango” presentado por el Centro Ecuatoriano Norteamericano (CEN) en Guayaquil, Ecuador, como parte de su ciclo cultural regional. La orquesta fue acompañada por los bailarines Cecilia González Masse y Duval Barrezueta.

## Estilo musical
La propuesta musical de La Sanluistango se basa en el tango tradicional, con arreglos propios que incluyen guitarra y flauta traversa como instrumentos protagónicos. El bandoneón, a cargo de Luciano Torres Duval quien además ejerce la dirección musical del grupo, aporta el color característico del género y sostiene la identidad sonora de la orquesta. Además de su enfoque instrumental, la agrupación incorpora dúos vocales entre padre e hijo, con las voces de Javier y José Torres Duval. Esta característica le otorga una impronta íntima y familiar a las interpretaciones, reforzando el vínculo generacional que distingue al grupo dentro del tango argentino. Su repertorio abarca obras rítmicas para milongas (D'Arienzo, De Angelis) y versiones de Piazzolla, Troilo y otras orquestas históricas.

## Premios y reconocimientos
- Premio Cóndor de Oro – Festival Internacional de Tango de Justo Daract (2009 y 2010)[55]
- Nominación para representar a la provincia de San Luis en el ciclo “Pertenencia” del Fondo Nacional de las Artes (2011)[cita requerida]
- Revelación del Festival Nacional de Baradero 2011[56]
- Premio Pre Cosquín 2012 – Categoría Grupo Instrumental[57]
- Premio Fox Music USA 2016 – Categoría Mejor Inspiración Fusión Folclórica[58]
- Reconocimiento como “Personajes destacados de San Luis” – diciembre de 2016[59]
- Nominación a premios internacionales, según informó la Agencia de Noticias San Luis[60]

## Repercusión
La prensa regional ha calificado a La Sanluistango como “arte de exportación” y “embajadores culturales del tango”.
En 2017, se destacó que el papa Francisco recibió grabaciones del grupo como muestra simbólica de su identidad argentina.

## Integrantes
Formación actual:
- Javier Torres Duval – voz

- José Torres Duval – voz, guitarra

- Luciano Torres Duval – bandoneón

- Lina Gómez Carvajal – flauta traversa

Ex integrantes:
- Reynaldo Yanos – voz

- Carmen Donneys – clarinete

- Nahuel Lanfranchini – bajo

- Juan Aiscurri – batería

- Daniel Maño – Piano

- Dario Fernandez – Violin

- Juan Vasallo – Piano

- Cristian Piedrahita – Piano

- German Guidi – bajo

- Lucas Caceres – bajo

## Discografía
- Valparaíso (2008)

- Two x Four Export (2009)

- Lejos de ti (2010)

- A pesar del tiempo (2016)

- Amor adolescente (2017)[63]

- Atrevido (2019)[64]

- Milonguero (2025)